# Chilorhinophis butleri
Chilorhinophis butleri — вид змій родини полозових (Colubridae). Мешкає в Африці на південь від Сахари. Вид названий на честь англійського зоолога Артура Леннокса Батлера (1873–1939).

## Поширення і екологія
Chilorhinophis butleri мешкають в Танзанії, Мозамбіку і Південному Судані. Вони живуть в саванах, серед м'якого піщаного ґрунту і лісової підстилки.